# Julius Münter
Johann Andreas Heinrich August Julius Münter (* 14. November 1815 in Nordhausen, Königreich Preußen; † 2. Februar 1885 in Greifswald) war ein deutscher Mediziner, Botaniker, Zoologe und Hochschullehrer.

## Leben
Nach dem Besuch der Gymnasien in Nordhausen und in Mühlhausen studierte Münter Medizin in Berlin und wurde 1841 promoviert. Im Jahr 1844 wurde er zum Mitglied der Leopoldina gewählt.
Nach seiner Habilitation 1848 ging er im Folgejahr als außerordentlicher Professor für Botanik an die Universität Greifswald und erhielt gleichzeitig eine Stelle als Dozent für Naturgeschichte an der Landwirtschaftsakademie in Eldena. 1851 erhielt er die ordentliche Professur für Botanik und Zoologie und wurde Leiter des Botanischen Gartens und des Zoologischen Museums in Greifswald. 1870 wurde er für ein Jahr zum Rektor der Universität gewählt.
Münter war Mitglied im naturwissenschaftlichen Verein für Neu-Vorpommern und Rügen.
1853 wurde Münter von der Universität Rostock zum Ehrendoktor der Philosophie ernannt. 1865 wurde er mit dem Roten Adlerorden 4. Klasse ausgezeichnet, 1876 mit dem Kronen-Orden 3. Klasse, 1884 mit dem Ehrentitel eines Geheimen Regierungsrates.
Nach seinem Tod wurde ihm 1886 in Greifswald ein Denkstein gesetzt.

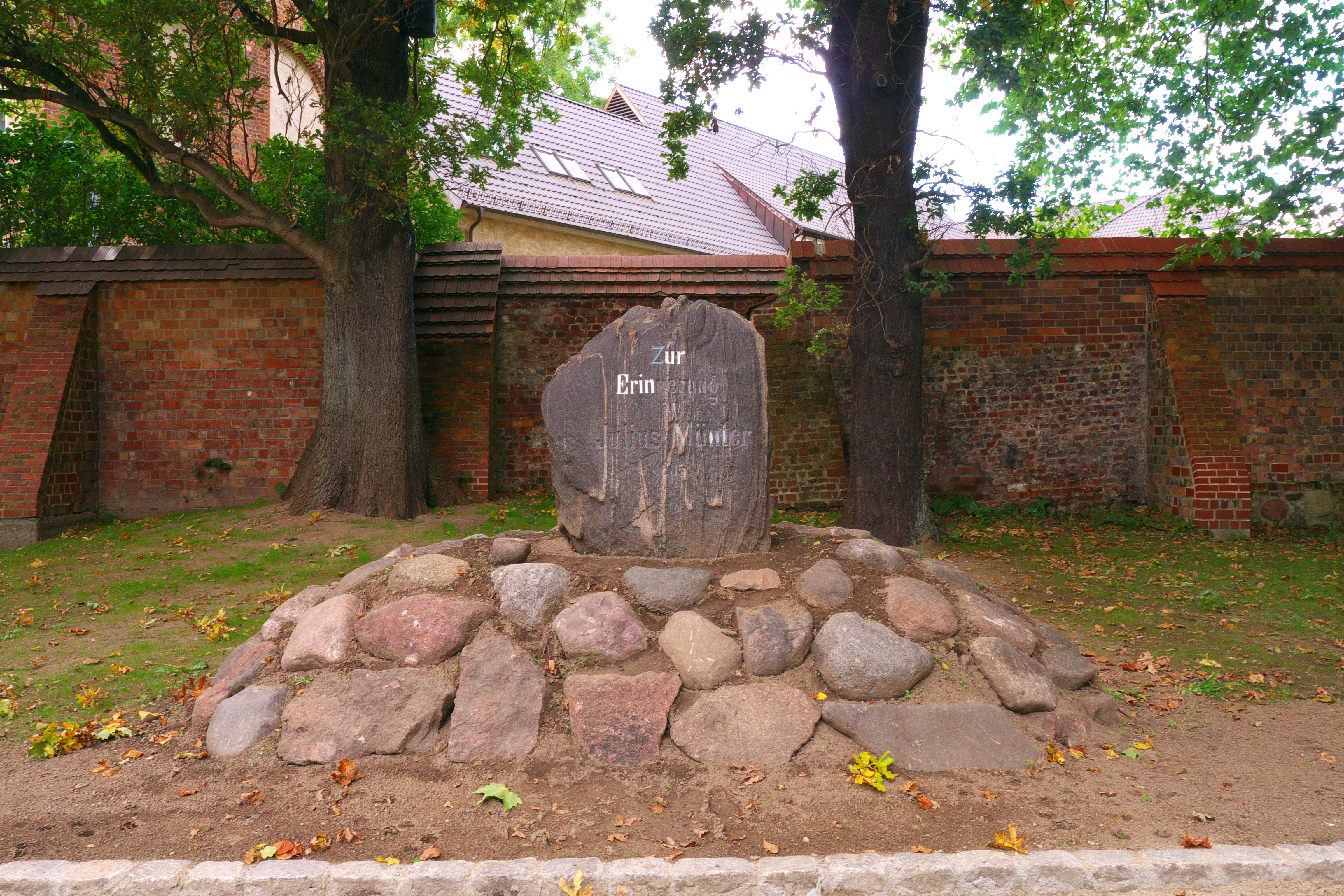
Julius-Münter-Gedenkstein in Greifswald

Er war verheiratet mit Bertha von Reder; aus der Ehe gingen keine Kinder hervor. Seine Schwester Lina war verheiratet mit dem Greifswalder Rechtsprofessor Karl Häberlin (1813–1898).

## Schriften (Auswahl)
- Observationes Phytophysiologicae. Berlin 1841. (Digitalisat in der Digitalen Bibliothek Mecklenburg-Vorpommern)
- Die Krankheiten der Kartoffeln insbesondere die im Jahre 1845 pandemisch herrschende nasse Fäule. Berlin 1846
- Ueber den Hering der pommerschen Küsten und die an denselben sich anschliessenden Industriezweige. Bonn 1863.
- mit Reinhold Wilhelm Buchholz: Ueber Balanus improvisus Darw. var. gryphycus Münter. Beitrag zur carcinologischen Fauna Deutschlands. In: Mittheilungen aus dem naturwissenschaftlichen Vereine für Neu-Vorpommern und Rügen. Band 1 (1). Berlin 1869, S. 1–40 (Archive).
- Ueber diverse in Pommern’s Kirchen, Schlössern und Rathhäusern conservirte Walthierknochen. Greifswald 1874.